# 113405 Itomori
113405 Itomori è un asteroide della fascia principale. Scoperto nel 2002, presenta un'orbita caratterizzata da un semiasse maggiore pari a 2,5607844 au e da un'eccentricità di 0,1395967, inclinata di 10,65380° rispetto all'eclittica.Nel 2003 un cometa si divise in due e un suo frammento distrusse il paese.